# Форт, Аллен
А́ллен Форт (англ. Allen Forte; 23 декабря 1926, Портленд — 16 октября 2014, Хэмден, Коннектикут) — американский музыковед и преподаватель, теоретик музыки. Как учёный занимался преимущественно гармонией в музыке XX века. Автор музыкальной «теории звуковысотных множеств» (англ. pitch class set theory, часто сокращённо — англ. set theorу). Последний термин российские музыковеды переводят как «теория рядов» (Ю. Н. Холопов, В. С. Ценова) или «сет-теория» (Н. С. Гуляницкая, Т. В. Цареградская).

## Биография и научная деятельность
В детстве учился игре на фортепиано и органе. В конце Второй мировой войны служил в морфлоте США. В 1952 году окончил магистратуру Колумбийского университета в Нью-Йорке. Преподавал теорию музыки в колледже при Колумбийском университете (1953-1959) и в нью-йоркской Mannes School of Music (1957-1959). В 1959—2001 годах преподавал (с 1968 года профессор) теорию музыки в Йельском университете.
На основе теории «звуковысотных классов» (pitch classes) М.Бэббитта Форт развил собственное представление о «комплексе», или «множестве» (complex, set) звуковысотных классов в музыке. Сам Форт проводил аналогию между своей музыкальной теорией и математической теорией множеств. Практический метод анализа, созданный на основе алгоритмов «аналитической редукции» Шенкера, Форт приложил, главным образом, к так называемой атональной музыке XX века: нововенской школы (особенно А.Веберна), Й. М. Хауэра, А.Хабы, И.Шиллингера и других композиторов. Занимался также исследованиями американской джазовой и популярной музыки, к которой также применил свою теорию рядов.
Теорию рядов Форт окончательно и последовательно изложил в своей монографии «Структура атональной музыки» (англ. The structure of atonal music) в 1973 году. Кроме того, положения теории он неоднократно описывал в статьях, которые были опубликованы в престижных научных журналах США («Journal of Music Theory», «Music Theory Spectrum», «Music Analysis», «Perspectives of New Music», «Journal of the American Musicological Society»).

## Рецепция
Теория Форта приобрела многих сторонников в современном американском музыковедении. У российских музыковедов, несмотря на их осведомлённость (см. Литературу ниже), гармонический анализ «по Форту» практически не используется. Среди влиятельных критиков этой теории американские музыковеды Ричард Тарускин и Джордж Перл.

## Сочинения (выборка)
- Tonal harmony in concept and practice. New York: Holt, Rinehart and Winston, 1962.
- The structure of atonal music. New Haven; London: Yale University Press, 1973; 2nd ed. 1977.
- The harmonic organization of the Rite of Spring. New Haven; London: Yale University Press, 1978.
- (соавтор Steven E. Gilbert). Introduction to Schenkerian analysis. New York: W.W.Norton, 1982.
- The American popular ballad of the Golden Era, 1924—1950. Princeton (NJ): Princeton University Press, 1995.
- The atonal music of Anton Webern. New Haven; London: Yale University Press, 1998.
- Listening to classic American popular songs. New Haven; London: Yale University Press, 2001.